# Ipsos

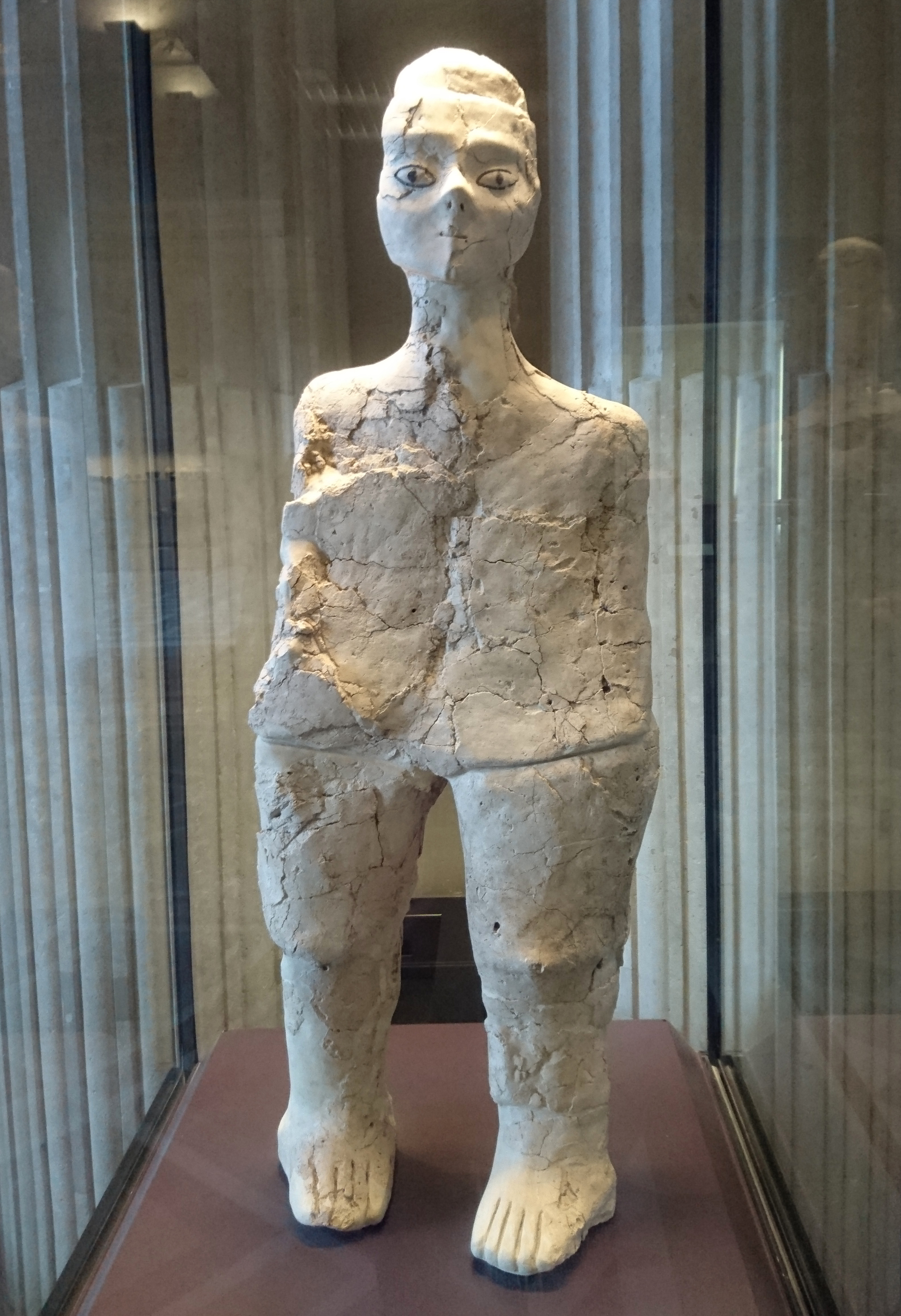
Una dintre statuile 'Ain Ghazal, care este realizată din ipsos și expusă în Muzeul Luvru din Paris

Ipsosul este un praf alb obținut prin deshidratarea totală sau parțială a ghipsului măcinat și încălzit în fierbătoare speciale, folosit ca liant în construcții.

## Tipuri
- Tencuială colorată, ideală pentru finisarea pereților interiori, a deschiderilor pentru uși și ferestre.
- Tencuială de piatră, care prin aspectul său seamănă cu piatră naturală.[1]
- Ipsos venețian. Acest tip de tencuială în aspectul său seamănă cu marmură adevărată. Constă din acril, liant și componentă organică. Suprafața este obținută cu conținut de incluziuni curate cu granulație fină.[2]
- Sgraffito - acest tip de tencuială și-a primit numele datorită caracteristicilor aplicației.[3]
- Tencuială Terrazit. Acest tip este potrivit pentru pereții interiori și fațade.
- Tencuială de mătase sau tapet lichid - conceput pentru lucrări de interior.[4] Neinflamabil, nu acumulează electricitate statică. Materialul constă din fibre naturale sau sintetice, umpluturi minerale și diverși aditivi decorativi. Se aplica cu o spatula de plastic pe suprafețe tencuite și amorsate sau acoperite cu ulei. Are diverse soluții de culoare și textură, nu are miros, atunci când este aplicat, se obține o acoperire fără sudură, materialul este elastic și nu se crăpă atunci când pereții „se micșorează”. Principalul dezavantaj este rezistența slabă la umiditate, dar atunci când este tratat cu lac rezistent la umiditate, poate fi folosit și în încăperi cu umiditate ridicată (bucătărie, baie și așa mai departe).